# 10 år bakåt och 100 år framåt
10 år bakåt & 100 år framåt är ett musikalbum av bob hund. Albumet består av två cd-skivor, en med samlade B-sidor och andra låtar som inte återfinns på gruppens album, och en med en liveinspelning från London den 23 maj 2001. Albumet gavs ut 23 april 2002 på Silence Records.

## Låtar på albumet

### CD 1
1. Ett fall & en lösning
2. Dubbel tvekan
3. Istället för musik: förvirring
4. Nöden kräver handling
5. Hörlurar
6. Du där! Kom hit!
7. Jag tror jag är kär
8. Min trampolin
9. Sedel eller tyg
10. Rock'n'roll tar död på mig
11. Spelad glädje
12. Plankton
13. Reinkarnerad exakt som förut (N.P. Möller mix -96)
14. Romeo
15. Tillbaks på ruta ett
16. Nu är vi här! Nu är vi här! Nu är vi här! Var är vi?
17. Istället för musik: förvirring (från replokalen -95)
18. Rock'n'roll tar död på mig (igen)
19. Din Hund - Edvin Medvind - Nödrim - Fotoalbumet

### CD 2
1. En som stretar emot
2. Dansa efter min pipa
3. Och där står du
4. Düsseldorf
5. Jag rear ut min själ
6. Allt på ett kort
7. Ett fall & en lösning
8. Den lilla planeten
9. Istället för musik: förvirring
10. Sista beställningen
11. Det skulle vara lätt för mig att säga att jag inte hittar hem, men det gör jag; tror jag
12. Skall du hänga med? Nä!!

## Listplaceringar
| Lista (2002) | Topplacering |
| ------------ | ------------ |
| Norge        | 9            |
| Sverige      | 6            |